# كارل ويليام هانسن
كارل ويليام هانسن (بالدنماركية: Carl William Hansen)‏ هو كاتب دنماركي، ولد في 11 أكتوبر 1872، وتوفي في 3 أغسطس 1936.